# Ud
Ud, Oud, al-ud (arab. عود, ʿūd; pers. بربط, barbat; tur. ut) – instrument muzyczny strunowy z grupy chordofonów szarpanych, uważany za przodka lutni, nazywany również lutnią arabską bądź lutnią perską. 
Wywodzi się z okolic Morza Śródziemnego i Bliskiego Wschodu. W krajach arabskich ud jest bardzo popularny.
Jest instrumentem bez progów. Współczesne instrumenty posiadają zazwyczaj 5 strun podwójnych oraz dodatkową strunę basową. Do gry na udzie używa się elastycznego plektronu (arab. risza, tur. mızrap) o długości około 10–15 cm. Tradycyjnie był wykonywany z orlego pióra, obecnie jednak używa się w tym celu głównie znacznie tańszych plektronów plastikowych.

## Muzycy grający na udzie

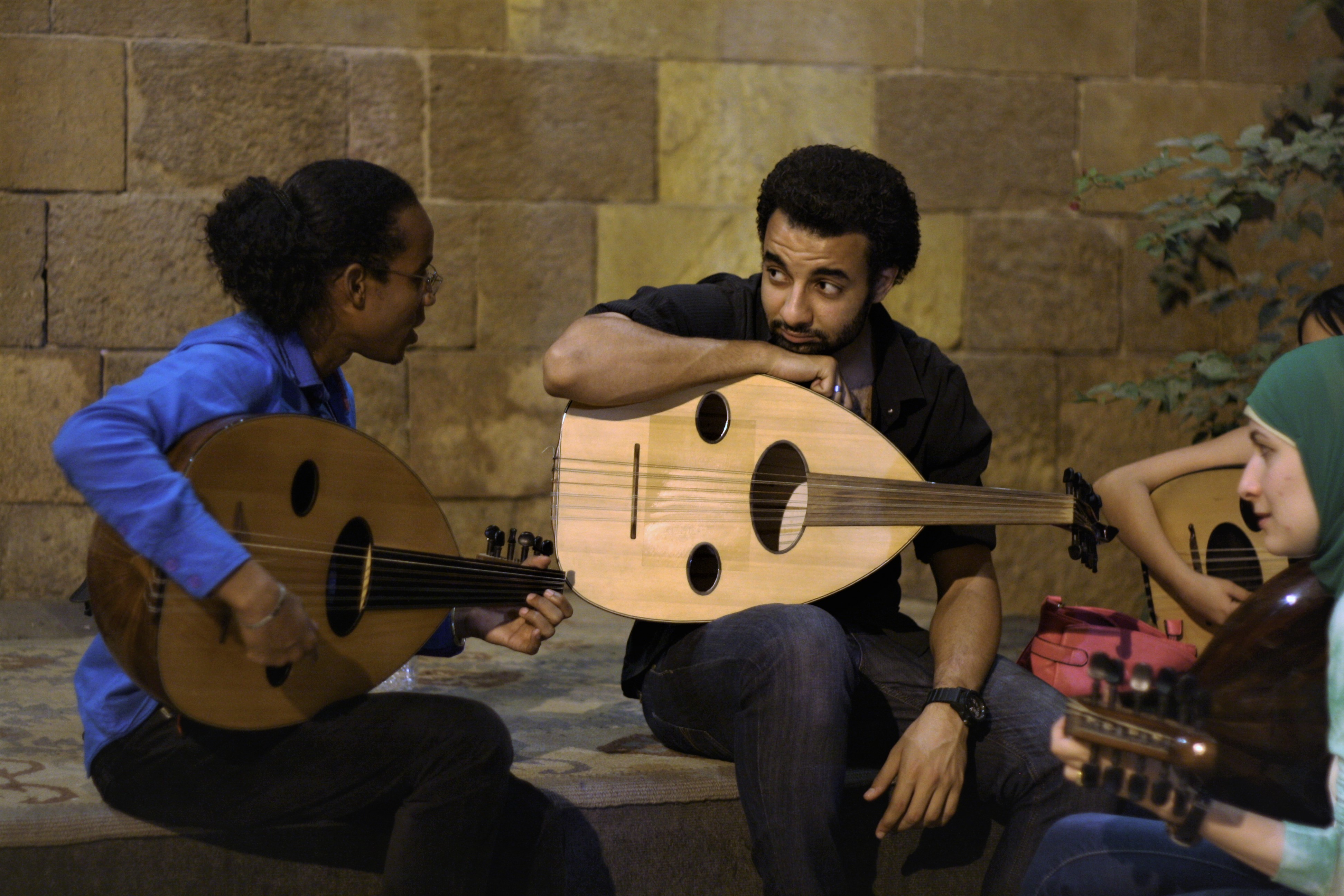
Studenci podczas ćwiczeń na ud, Kair

- Charbel Rouhana
- Hamza El Din
- Achref Chargui[4][5]
- Anouar Brahem[6]
- Dhafer Youssef[7]
- Tadeusz Czechak[8][9]
- Studenci podczas ćwiczeń na ud, KairUd z SyriiRabih Abou-Khalil

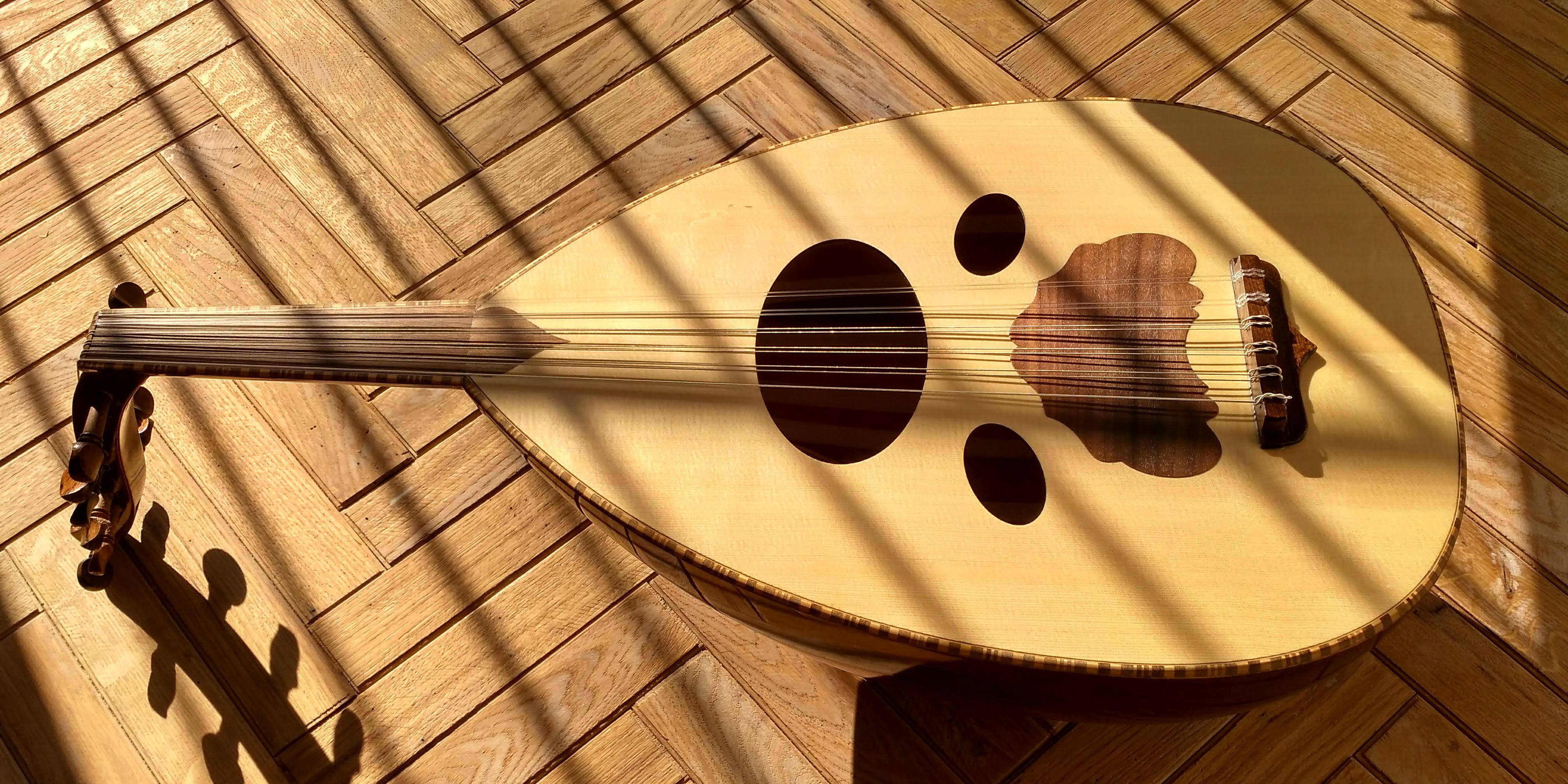
Ud z Syrii

- Ahmed Alshaiba